# Сог-Сянь
Сог-Сянь (тиб. སོག་རྫོང་, Вайли: sog rdzong, кит. упр. 索县, пиньинь Suǒ xiàn) — уезд в городском округе Нагчу, Тибетский автономный район, КНР. Название уезда в переводе с тибетского языка означает «монгольский уезд».

## История
В 1914 году был создан дзонг Сог. В 1960 году был образован уезд Сог.

## Административное деление
Уезд делится на 2 посёлка и 8 волостей:
- Посёлок Рагла (亚拉镇)
- Посёлок Ронгбо (荣布镇)
- Волость Рогба (若达乡)
- Волость Ривар (热瓦乡)
- Волость Чидо (赤多乡)
- Волость Гармай (嘎美乡)
- Волость Гьэдэн (加勤乡)
- Волость Джагда (江达乡)
- Волость Серджам (色昌乡)
- Волость Гармо (嘎木乡)